# Sokol (vlak)
Sokol je vlak velikih brzina koji je trebao u prometovati u Rusiji. Maksimalna brzina trebala je biti 250 km/h, s povećanjem na 300 km/h u budućnosti.

## Povijest
Kamen temeljac postavljen je u Rusiji stvaranjem akcijske udruge koja se brine o željeznici velike brzine. Prva linija, na kojoj je Sokol trebao povezivati Moskvu sa Sankt-Peterburgom. 
Međutim, već krajem devedesetih godina prošlog stoljeća postojao je prototip čija je konstrukcija počela 1997. godine i čiji su dijelovi u 90 % slučajeva iz Rusije.
U studenom 1999. vršile su se prve ispitne vožnje između Moskve i Sankt-Peterburga. Granica od 200 km/h dostignuta je 27. travnja 2000. između Sankt-Peterburga i Malaye Višere.
U proljeće 2002. službeno je objavljena brzina od 200 km/h. Nakon daljnjih testova trebala je početi serijska proizvodnja 18 vlakova za cijenu od 19,3 milijuna dolara. Međutim, iznenadno je projekt zaustavljen, a 2004. je potpuno izumro. Zaustavljen je najviše zato što je projekt vlaka, naziva Sokol-250, trebao moći dostići brzinu od 250 km/h. Međutim, najbolji rezultat mu je bio 236 kilometara na sat. Odlučeno je da se kupi strana tehnologija jer nije dostignut cilj projekta i zbog nedostatka financijskih sredstava za daljnji razvoj.

## Budućnost
Dana 18. svibnja 2006. potpisan je ugovor za kupnju osam vlakova Intercity Express, serije Velaro RUS, bazirana na ICE3 seriji od tvrtke Siemens. Dana 20. lipnja 2007. započela je produkcija prvih jedinica.
Planirana usluga izgubila je ime Sokol. Na kraju je izabrano marketinško ime Sapsan.

## Vanjske poveznice
- Opis originalnog vlaka Sokol (ruski)